# Nazionale femminile di calcio dell'Albania
La nazionale di calcio femminile dell'Albania  è la rappresentativa calcistica femminile internazionale della Albania, gestita dalla federazione calcistica dell'Albania (Federata Shqiptare e Futbollit - FSHF).
In base alla classifica emessa dalla FIFA il 14 agosto 2020, la nazionale femminile occupa il 75º posto del FIFA/Coca-Cola Women's World Ranking, guadagnando due posizioni rispetto alla classifica redatta il 26 giugno 2020.
Come membro dell'UEFA partecipa a vari tornei di calcio internazionali, come al Campionato mondiale FIFA e al Campionato europeo UEFA.

## Storia

### Primi anni
La Nazionale di calcio femminile dell'Albania fu fondata nel 2011 e fece il suo debutto in un'amichevole contro la Macedonia il 5 maggio 2011 al Gjorgji Kyçyku Stadium. La partita vide le albanesi vincere per 1 a 0 grazie al gol di Aurora Seranaj.

### Qualificazioni al campionato mondiale femminile di calcio 2015
Il 18 dicembre 2012 fu annunciato che l'Albania avrebbe giocato nel turno preliminare per le qualificazioni al campionato mondiale femminile di calcio 2015 con Malta, Lussemburgo e la Lettonia dove grazie a due vittorie e un pareggio passa il turno. Il turno successivo consiste in un girone di sei squadre in cui le avversarie sono: la Norvegia, i Paesi Bassi, il Belgio, il Portogallo e la Grecia. Le albanesi arrivano ultime collezionando 9 sconfitte e una sola vittoria in dieci incontri.

### Qualificazioni al campionato europeo femminile di calcio 2017
Per le qualificazioni al campionato europeo femminile di calcio 2017 viene inserita nel gruppo di qualificazione con la Francia, la Romania, l'Ucraina e la Grecia. In tutte le otto partite però arrivano altrettante sconfitte che relegano la squadra all'ultimo posto.

## Partecipazioni ai tornei internazionali
Legenda: Grassetto: Risultato migliore, Corsivo: Mancate partecipazioni

## Allenatori
- Altin Rraklli (5 maggio 2011–22 aprile 2016)
- Armir Grimaj (22 aprile 2016–)

## Sponsor tecnici
| Nome   | Anni      |
| ------ | --------- |
| Legea  | 2011      |
| Adidas | 2011–2016 |
| Macron | 2016–     |

## Rosa attuale
Rosa delle convocate alle qualificazioni, gruppo E, all'Europeo di Inghilterra 2022, estratto dal sito della federazione albanese e aggiornato al 28 novembre 2020. Età e, quando reperibili, presenze e reti, alla data del 27 novembre 2020, dopo l'incontro vinto per 4-0 sulle avversarie di Cipro.
Selezionatore: Armir Grimaj
| N. | Pos. | Giocatore          | Data nascita (età)          | Pres. | Reti | Squadra                |  |
| -- | ---- | ------------------ | --------------------------- | ----- | ---- | ---------------------- |  |
|    | P    | Viona Rexhepi      | 24 luglio 1996 (24 anni)    |       |      | Mitrovica              |  |
|    | P    | Meriem Isa         | 9 maggio 2000 (20 anni)     |       |      | Limhamn Bunkeflo       |  |
|    | P    | Antigona Hysko     | 23 giugno 2003 (17 anni)    |       |      | Apolonia               |  |
|    |      |                    |                             |       |      |                        |  |
|    | D    | Albina Rrahmani    | 24 febbraio 1989 (31 anni)  |       |      | Vllaznia               |  |
|    | D    | Arbenita Curraj    | 28 luglio 1996 (24 anni)    |       |      | Vllaznia               |  |
|    | D    | Aidena Mustafa     | 18 febbraio 1998 (22 anni)  |       |      | Vllaznia               |  |
|    | D    | Endrina Elezaj     | 2 gennaio 1997 (23 anni)    |       |      | Mitrovica              |  |
|    | D    | Arbiona Bajraktari | 10 settembre 1996 (24 anni) |       |      | Vllaznia               |  |
|    |      |                    |                             |       |      |                        |  |
|    | C    | Paula Jaku         | 29 giugno 1997 (23 anni)    |       |      | Juban Danja            |  |
|    | C    | Megi Doçi          | 14 ottobre 1996 (24 anni)   |       |      | Vllaznia               |  |
|    | C    | Suada Jashari      | 9 ottobre 1988 (32 anni)    |       |      | Mitrovica              |  |
|    | C    | Sara Maliqi        | 9 ottobre 1995 (25 anni)    |       |      | Vllaznia               |  |
|    | C    | Luçije Gjini       | 2 maggio 1994 (26 anni)     |       |      | Vllaznia               |  |
|    | C    | Vanesa Levendi     | 10 agosto 1997 (23 anni)    |       |      |                        |  |
|    | C    | Alketa Rragami     | 31 gennaio 2001 (19 anni)   |       |      |                        |  |
|    | C    | Qendresa Krasniqi  | 28 giugno 1994 (26 anni)    |       |      |                        |  |
|    |      |                    |                             |       |      |                        |  |
|    | A    | Esi Lufo           | 10 settembre 2001 (19 anni) |       |      | Vllaznia               |  |
|    | A    | Kristina Maksuti   | 6 febbraio 1993 (27 anni)   |       |      | North Carolina Courage |  |
|    | A    | Mimoza Hamidi      | 28 aprile 1998 (22 anni)    |       |      |                        |  |
|    | A    | Zylfije Bajramaj   | 2 ottobre 1997 (23 anni)    |       |      | Vllaznia               |  |

## Confronti con le altre Nazionali
Nota: Partite finite ai rigori

Come previsto dai regolamenti FIFA, le partite terminate ai rigori dopo i tempi supplementari sono considerati pareggi.

### Saldo positivo
| Nazionale          | Giocate | Vinte | Nulle | Perse | Reti Fatte | Reti Subite | Differenza reti | Ultima vittoria | Ultimo pareggio | Ultima sconfitta |
| ------------------ | ------- | ----- | ----- | ----- | ---------- | ----------- | --------------- | --------------- | --------------- | ---------------- |
| Macedonia del Nord | 4       | 3     | 0     | 1     | 10         | 5           | +5              |                 |                 |                  |
| Lussemburgo        | 2       | 2     | 0     | 0     | 4          | 2           | +2              |                 |                 |                  |
| Montenegro         | 3       | 2     | 0     | 1     | 8          | 6           | +2              |                 |                 |                  |
| Lettonia           | 1       | 1     | 0     | 0     | 2          | 0           | +2              |                 |                 |                  |

### Saldo neutro
| Nazionale | Giocate | Vinte | Nulle | Perse | Reti Fatte | Reti Subite | Differenza reti | Ultima vittoria | Ultimo pareggio | Ultima sconfitta |
| --------- | ------- | ----- | ----- | ----- | ---------- | ----------- | --------------- | --------------- | --------------- | ---------------- |
| Turchia   | 2       | 1     | 0     | 1     | 1          | 1           | 0               |                 |                 |                  |
| Malta     | 2       | 0     | 2     | 0     | 1          | 1           | 0               |                 |                 |                  |

### Saldo negativo
| Nazionale   | Giocate | Vinte | Nulle | Perse | Reti Fatte | Reti Subite | Differenza reti | Ultima vittoria | Ultimo pareggio | Ultima sconfitta |
| ----------- | ------- | ----- | ----- | ----- | ---------- | ----------- | --------------- | --------------- | --------------- | ---------------- |
| Grecia      | 5       | 2     | 0     | 3     | 6          | 12          | -6              |                 |                 |                  |
| Belgio      | 2       | 0     | 0     | 2     | 0          | 8           | -8              |                 |                 |                  |
| Croazia     | 2       | 0     | 0     | 2     | 2          | 10          | -8              |                 |                 |                  |
| Francia     | 2       | 0     | 0     | 2     | 0          | 12          | -12             |                 |                 |                  |
| Paesi Bassi | 2       | 0     | 0     | 2     | 1          | 14          | -13             |                 |                 |                  |
| Norvegia    | 2       | 0     | 0     | 2     | 0          | 18          | -18             |                 |                 |                  |
| Portogallo  | 2       | 0     | 0     | 2     | 1          | 10          | -9              |                 |                 |                  |
| Romania     | 2       | 0     | 0     | 2     | 0          | 6           | -6              |                 |                 |                  |
| Ucraina     | 2       | 0     | 0     | 2     | 0          | 6           | -6              |                 |                 |                  |
| Ungheria    | 1       | 0     | 0     | 1     | 0          | 6           | -6              |                 |                 |                  |